# Xanthoparmelia conjuncta
Xanthoparmelia conjuncta är en lavart som beskrevs av Hale. Xanthoparmelia conjuncta ingår i släktet Xanthoparmelia och familjen Parmeliaceae.   Inga underarter finns listade i Catalogue of Life.